# Huawei Ascend G7
Huawei Ascend G7 — смартфон середнього рівня, розроблений компанією Huawei. Був представлений 4 вересня 2014 року на IFA 2014 разом з Huawei Ascend Mate 7. Це перший смартфон Huawei побудований на 64-бітній архітектурі.
В Україні смартфон був представлений в Києві 18 вересня 2014 року.

## Дизайн
Екран смартфона виконаний зі скла Corning Gorilla Glass 3. Корпус виконаний з алюмінію з пластиковими вставками зверху та знизу.
Знизу розміщені роз'єм microUSB, та стилізований під динамік мікрофон. Зверху розташовані другий мікрофон та 3.5 мм аудіороз'єм. З правого боку розміщені кнопки регулювання гучності, кнопка блокування смартфону та слоти під SIM-картку і карту пам'яті формату microSD до 32 ГБ. На задній панелі розміщені основна камера, другий мікрфон, LED спалах та мультимедійний динамік.
Huawei Ascend G7 продавався в 3 кольорах: чорному, білому та золотому.

## Технічні характеристики

### Платформа
Смартфон отримав процесор Qualcomm Snapdragon 410 та графічний процесор Adreno 306.

### Батарея
Батарея отримала об'єм 3000 мА·год.

### Камери
Смартфон отримав основну камеру 13 Мп, f/2.0 з автофокусом та можливістю запису відео в роздільній здатності 1080p@30fps. Фронтальна камера отримала роздільність 5 Мп та здатність запису відео у роздільній здатності 720p@30fps.

### Екран
Екран IPS LCD, 5.5", HD (1280 × 720) зі щільністю пікселів 267 ppi та співвідношенням сторін 16:9.

### Пам'ять
Смартфон продавався в комплектації 2/16 ГБ.

### Програмне забезпечення
Смартфон був випущений на EMUI 3 на базі Android 4.4.2 KitKat. Був оновлений до EMUI 4 на базі Android 6.0 Marshmallow.

## Рецензії
Оглядач з Pingvin.Pro до плюсів смартфона відніс дизайн з алюмінію, екран, автономність, камеру та оболонку. До мінусів він відніс один слот для SIM-картки, середню потужність та завищений цінник.